# Knud Thomsen
Pour les articles homonymes, voir Thomsen.
Knud Thomsen, né le 16 janvier 1908 à Aalborg (Danemark) et mort le 3 février 1996, est un homme politique danois membre du Parti populaire conservateur (KF), ancien ministre et ancien député au Parlement (le Folketing).